# A zecea lume
A zecea lume este un roman științifico-fantastic al scriitorului român Vladimir Colin. A apărut prima dată în 1964 la Editura Tineretului.

## Prezentare
Autorul populează  ipotetica planeta Thule, a zecea din Sistemul Solar, cu o lume luxuriantă și onirică care palpitează de poezie.

## Cuprins
- Prolog

1. Coloana lui Thule
2. Marele Consiliu

- Partea întâi

1. Patru lumi pe aceeași navă
2. O prevestire de rău augur?
3. Pădurea de sticlă
4. Ea!
5. Șuvițele multicolore

- Partea a doua

1. Peștera fosforescentă
2. Taina marelui zeu
3. Plara
4. O idee
5. Prea târziu...
6. Ecoul mileniilor
7. Poarta galactică
8. Ochi-verzi
9. Destinul lui Al-aut

- Epilog

## Legături externe
- A zecea lume la isfdb.org
- A zecea lume la fantlab.ru

## Vezi și
- Lista volumelor publicate în Colecția Fantastic Club
- 1964 în literatură
- Lista cărților științifico-fantastice publicate în România
- Lista volumelor publicate în Colecția Nautilus
- Planeta X